# Umberto Luciano Altomare
Umberto Luciano Altomare (Cellara, 12 dicembre 1914 – Teggiano, 3 febbraio 1986) è stato un vescovo cattolico italiano.

## Biografia
Nato a Cellara il 12 dicembre 1914 nella provincia di Cosenza, da Raffaele e Chiara Montemurro, fin da piccolo ebbe un'educazione religiosa, vivendo in una famiglia di modesta condizione nella vicina cittadina di Rogliano.
Il 16 giugno 1940 fu ordinato presbitero, a Reggio Calabria, dall'arcivescovo Enrico Montalbetti.

### Ministero sacerdotale
Svolse brevemente il ruolo di cooperatore parrocchiale a San Fili, poi fu trasferito a Rogliano, come parroco della chiesa di San Giorgio, dove s'insediò il 1º luglio 1941, succedendo ad Alessandro Adami. Devoto alla Madonna delle Grazie, promosse ulteriormente il culto nel paese, dove ritornò spesso anche dopo la sua nomina a Vescovo.
Due anni dopo, l'allora arcivescovo di Cosenza, monsignor Aniello Calcara, lo trasferì nella popolosa parrocchia di Santa Maria delle Grazie a San Giovanni in Fiore, dove rimase per diciassette anni. Anticomunista viscerale, ebbe una parte attiva nella vita politica e sociale del più grande centro silano, disgregato per la mancanza di lavoro e per gli effetti della guerra. Come già era accaduto a Rogliano, fu molto ben voluto dalla popolazione. Nel 1946, grazie anche all'aiuto delle "dame di carità ", promosse l'apertura di una casa per anziani e abbandonati provenienti dalla comunità di San Giovanni e dai paesi limitrofi. S'impegnò anche nell'apertura di un asilo infantile all'interno di un antico palazzo nobiliare. Potenziò i vari uffici parrocchiali e, in particolare, istituì l'Onarmo (Opera Nazionale di Assistenza Religiosa e Morale degli Operai), per l'assistenza spirituale e socioeconomica degli operai, con la distribuzione di pacchi di viveri. «Riservò - come ricorda Leonardo Bonanno, vescovo di San Marco-Scalea, che fu suo parrocchiano, chierichetto e allievo - una particolare cura per le vocazioni al sacerdozio e alla vita consacrata, ponendo alla base dell'azione pastorale la preghiera e la carità  ». Da parroco, don Umberto capì anche l'importanza della stampa, pubblicando, tra maggio del 1952 e maggio del 1960, una pagina parrocchiale sul bollettino mensile «La Voce del buon Pastore », nella quale si occupava anche di problemi sociali e politici riguardanti la propria comunità . Il bollettino era poi distribuito in chiesa la prima domenica di ogni mese. Molto attento anche alla storia religiosa di questa comunità , nel 1959 pubblicò il saggio: L'Abate Gioacchino e San Giovanni in Fiore, edito dalla tipografia cosentina «La Provvidenza ». Si tratta di uno studio condotto da Altomare sui documenti e i libri custoditi presso l'archivio parrocchiale che ebbe modo di analizzare durante i suoi anni di permanenza in questa località .
Negli anni in cui fu parroco nel centro silano, ricoprì anche la carica di vicario foraneo.

### Ministero episcopale
Il 31 marzo 1960 papa Giovanni XXIII lo nominò vescovo titolare di Carpasia e vescovo ausiliare di Mazara del Vallo; ricevette l'ordinazione episcopale il 19 giugno seguente da Aniello Calcara, arcivescovo di Cosenza, co-consacranti Luigi Rinaldi, vescovo di San Marco Argentano e Bisignano, e Giovanni Rizzo, arcivescovo di Rossano. Il Pontefice, nel corso di una udienza ebbe a dirgli: "con il suo sorriso conquisterà le anime".
Il 10 luglio 1962 lo stesso Papa lo promosse vescovo di Muro Lucano.
Il 1º settembre del 1962,  monsignor Umberto Altomare fece ingresso nella diocesi di Muro Lucano, in Basilicata, quindi rappresentò la diocesi nel Concilio Vaticano II in sintonia con il rinnovamento proposto dall'assise conciliare. Tra le principali attività da Vescovo, si ricordano i restauri del palazzo della curia e una serie d'interventi nella cattedrale. Come vescovo di Muro Lucano fu anche amministratore apostolico di Melfi, Rapolla e Venosa.
Il 10 luglio del 1970 fu trasferito da Paolo VI alla diocesi di Diano-Teggiano (fu ottavo vescovo di quella diocesi), dove rimase fino alla prematura scomparsa. Il 16 settembre del 1980 amministratore apostolico sede plena della diocesi di Policastro, unendo così le due diocesi in «persona episcopi ». Tra i suoi impegni a Teggiano si ricordano l'aggiornamento delle parrocchie, la collaborazione con lo storico Arturo Didier per l'organizzazione di una Biennale di arte sacra, il contributo per la nascita dei quattro musei della Valle del Diano e l'organizzazione di una rete di dialogo tra i teggianesi e gli emigrati all'estero.
Il 16 settembre 1980 papa Giovanni Paolo II lo nominò vescovo di Policastro, unendo così in persona episcopi le due diocesi.
In occasione dei festeggiamenti per il venticinquesimo anniversario del suo episcopato, nel 1985 fu nominato cittadino onorario di Teggiano. Nello stesso anno questo titolo gli fu conferito anche dai comuni di Santa Marina (Salerno) e di Rogliano.
Dopo un breve soggiorno nella sua Rogliano, il 3 febbraio del 1986 si recò a Cellara per far visita a un parente ammalato, ma durante il viaggio fu colpito da un malore e morì appena giunto in ospedale al Santa Barbara di Rogliano. I suoi funerali furono un trionfo di popolo, di sacerdoti e di Vescovi. Aveva 71 anni. Uno dei "quaderni di Parola di Vita" (pubblicazione allegata alla medesima testata giornalistica) a cura di don Enzo Gabrieli, pubblicato in occasione del centenario della nascita, ricorda la vita, i pensieri e le opere del cosiddetto «vescovo del sorriso». In Campania e in Calabria gli sono state dedicate associazioni culturali e strutture religiose e assistenziali. È ricordato anche a Muro Lucano ma ancor più a Mazara quando si adoperò per la liberazione di alcuni pescatori bloccati sulle coste africane.
Il suo corpo riposa nel piccolo cimitero di Cellara dove volle essere sepolto come aveva scritto nel suo testamento.

## Genealogia episcopale
La genealogia episcopale è:
- Cardinale Scipione Rebiba
- Cardinale Giulio Antonio Santori
- Cardinale Girolamo Bernerio, O.P.
- Arcivescovo Galeazzo Sanvitale
- Cardinale Ludovico Ludovisi
- Cardinale Luigi Caetani
- Cardinale Ulderico Carpegna
- Cardinale Paluzzo Paluzzi Altieri degli Albertoni
- Papa Benedetto XIII
- Papa Benedetto XIV
- Papa Clemente XIII
- Cardinale Marcantonio Colonna
- Cardinale Giacinto Sigismondo Gerdil, B.
- Cardinale Giulio Maria della Somaglia
- Cardinale Carlo Odescalchi, S.I.
- Cardinale Costantino Patrizi Naro
- Cardinale Lucido Maria Parocchi
- Cardinale Agostino Gaetano Riboldi
- Vescovo Francesco Ciceri
- Vescovo Ferdinando Rodolfi
- Vescovo Antonio Mantiero
- Vescovo Luciano Marcante
- Arcivescovo Aniello Calcara
- Vescovo Umberto Luciano Altomare